# خانه ترس (فیلم)
خانهٔ ترس‌ (به انگلیسی: House of Fears) یک فیلم سینمایی آمریکایی در ژانر ترسناک محصول سال ۲۰۰۷ میلادی به کارگردانی رایان لیتلاست. بازیگران اصلی فیلم کوری انگلیش، ساندار مک‌کوی، مایکل جی پاگان، کوری سویر و الیس گرچن می‌باشند. این فیلم به صورت فیلم ویدئویی در تاریخ ۲۷ آوریل ۲۰۰۹ در انگلستان منتشر شد.